# Szczepice (przystanek kolejowy)
Szczepice – przystanek kolejowy w Szczepicach, w powiecie nakielskim w województwie kujawsko-pomorskim, w Polsce. Obsługuje ruch towarowy. Położony na linii kolejowej z Gniezna do Nakła nad Notecią (będącą odcinkiem linii kolejowej nr 281).